# مصارعة الهواة

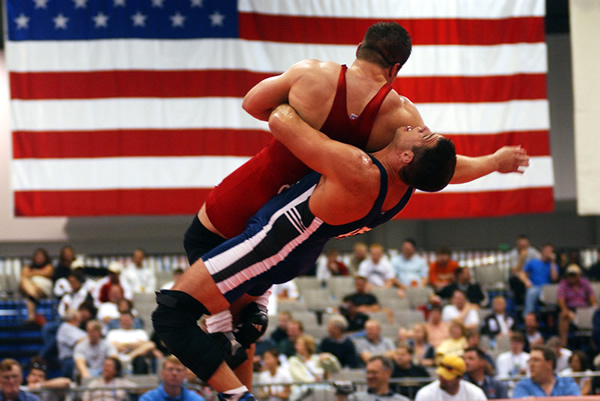
اثنان من أعضاء القوات الجوية الأمريكية يتصارعان في مباراة مصارعة رومانية.

مصارعة الهواة هي نوع من المصارعة تمارس في مسابقات جامعية أو مدرسية أو غيرها من مسابقات الهواة. هناك نوعان من أساليب المصارعة الدولية في الألعاب الأولمبية: المصارعة الحرة والمصارعة الرومانية. كلا الأسلوبين يخضعان لإشراف الاتحاد العالمي للمصارعة United World Wrestling (UWW)؛ المعروف سابقًا باسم FILA، من الاسم المختصر الفرنسي لـ International Federation of Associated Wrestling Styles). في فبراير 2013، صوتت اللجنة الأولمبية الدولية (IOC) على إزالة هذه الرياضة من دورة الألعاب الأولمبية الصيفية لعام 2020 فصاعدًا. في 8 سبتمبر 2013، أعلنت اللجنة الأولمبية الدولية أن المصارعة ستعود إلى دورة الألعاب الأولمبية الصيفية في 2020. أدى الارتفاع السريع في شعبية فنون القتال المختلطة (MMA) إلى زيادة الاهتمام بمصارعة الهواة نظرًا لفعاليتها في الرياضة وتعتبر تخصصًا أساسيًا.

## النقاط
يختلف الأسلوب الروماني والأسلوب الحر فيما يُسمح به؛ في المصارعة الرومانية، يُسمح للمصارعين بالتمسك والهجوم فقط فوق الخصر. في كل من الأسلوب الروماني والأسلوب الحر، يمكن تسجيل النقاط بالطرق التالية:
- الإنهاء Takedown: مصارع يسيطر على خصمه من موقع محايد.
- الانعكاس Reversal: يكتسب المصارع السيطرة على خصمه من موقع دفاعي.
- التعرض أو موضع الخطر Exposure: مصارع يضع ظهر خصمه على الأرض، ويتم منحه أيضًا إذا كان ظهره إلى الأرض ولكن المصارع غير مثبت.
- العقوبة Penalty: مخالفات مختلفة (مثل ضرب الخصم، التصرف بوحشية أو نية الإيذاء، استخدام تثبيت غير قانوني، إلخ.). (وفق تغييرات 2004-2005 على الأنماط الدولية، المصارع الذي يأخذ خصمه مهلة للإصابة يتلقى نقطة واحدة ما لم يكن المصارع المصاب ينزف).[3] يعاقب أي مصارع يخرج من الحدود أثناء وقوفه في الوضع المحايد أثناء المباراة بمنح خصمه نقطة.[3]

### نقاط تمنح فقط في المصارعة الجامعية
كما هو الحال في الأساليب الدولية، تمنح المصارعة الجامعية (تُمارس عادةً في الجامعات) نقاطًا لعمليات الإزالة والانعكاس. تُمنح نقاط الجزاء في المصارعة الجماعية وفقًا للقواعد الحالية، والتي تعاقب على التحركات التي من شأنها الإضرار بحياة الخصم أو أحد أطرافه. ومع ذلك، تختلف طريقة معاقبة المخالفات والنقاط الممنوحة للمصارع الذي أساء إليه في بعض الجوانب عن الأساليب الدولية. تمنح المصارعة الجماعية أيضًا نقاطًا لـ:
- قرب السقوط Near Fall: هذا مشابه لنقاط التعرض (أو موضع الخطر) الواردة في المصارعة الرومانية والأسلوب الحر يسجل المصارع نقاطًا لإمساك أكتاف خصمه أو لوح الكتف على السجادة لعدة ثوان بينما لا يزال خصمه غير مثبت.
- ميزة الوقت Time Advantage : على مستوى الكلية، يُمنح المصارع الذي سيطر على خصمه على السجادة معظم الوقت نقطة؛ بشرط أن يكون الفارق بين ميزة الوقت للمصارعين دقيقة واحدة على الأقل.
- الهروب : مصارع ينتقل من موقع دفاعي إلى موقع محايد. لم تعد هذه طريقة للتسجيل في المصارعة الحرة أو الرومانية.

## تنسيق الوقت

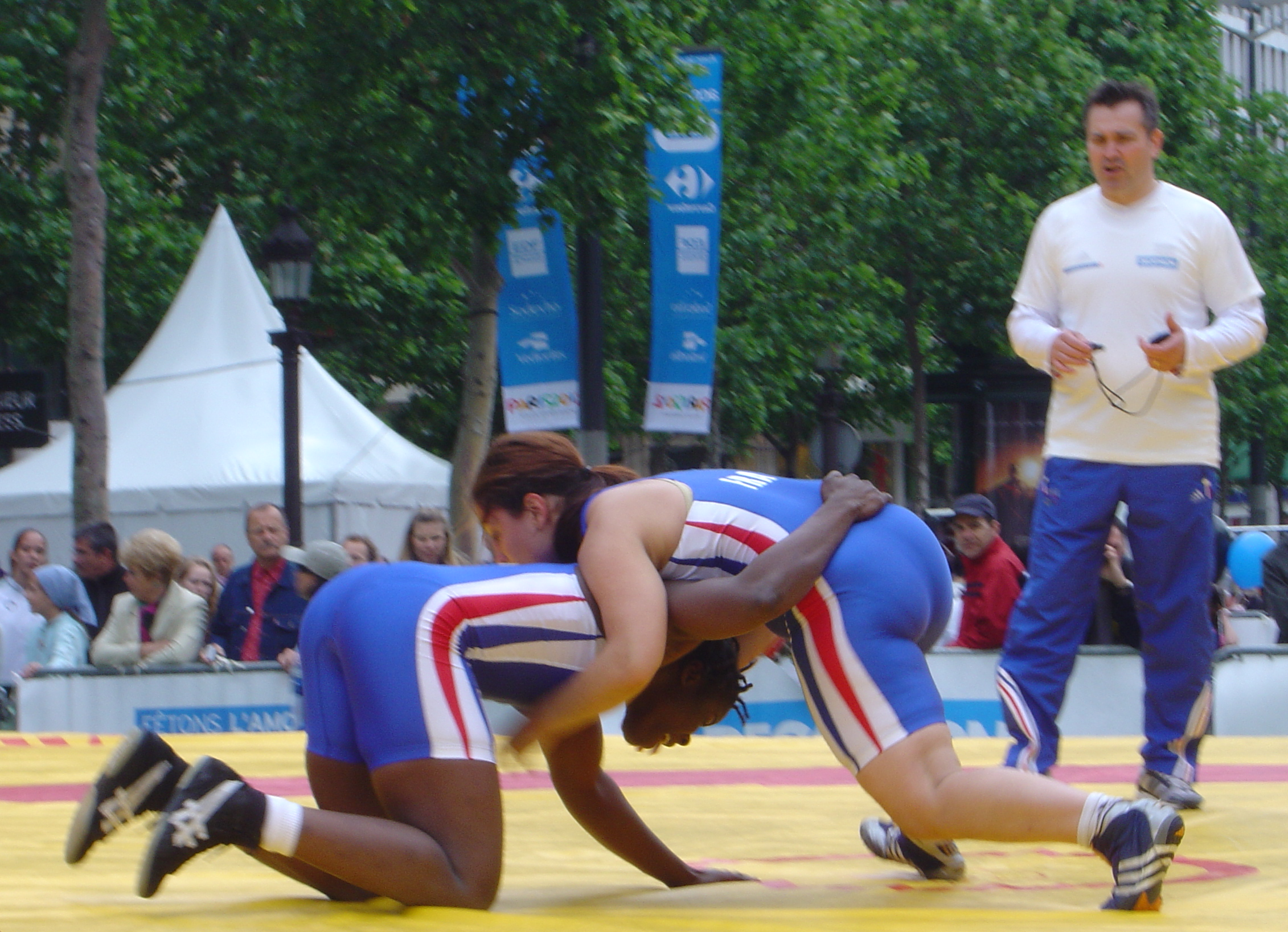
مصارعة سيدات

في الأنماط الدولية، يكون تنسيق المبارة على فترتين مدة كل منهما ثلاث دقائق. المصارع يفوز بالمباراة عندما يكون قادرًا على الحصول على نقاط أكثر من خصمه أو تقدم 10 نقاط في جولتين. على سبيل المثال، إذا حصل أحد المنافسين على تقدم 10-0 في الفترة الأولى، فسوف يفوز بتفوق النقاط. فقط السقوط أو التقصير بسبب الإصابة أو عدم الأهلية ينهي المباراة؛ جميع طرق الانتصار الأخرى تؤدي فقط إلى إنهاء الفترة.
حل هذا التنسيق محل التنسيق القديم الذي كان لثلاث فترات مدتها دقيقتان، والفوز لمن لعب أفضل دورتين من أصل ثلاثة. كان أحد الآثار الجانبية للشكل القديم هو أن المصارع الخاسر يمكن أن يتفوق على الفائز. على سبيل المثال، قد يتم تسجيل الفترات 3–2، 0–4، 1–0، مما يؤدي إلى مجموع نقاط 4-6 لكن يفوز المصارع الذي يحرز نقاطًا أقل.
في المصارعة الجامعية، يختلف تنسيق الفترة. تتكون مباراة الكلية من فترة واحدة مدتها ثلاث دقائق، تليها فترتان مدتهما دقيقتان، مع جولة إضافية إذا لزم الأمر. تتكون مباراة المدرسة الثانوية عادةً من ثلاث فترات مدتها دقيقتان، مع جولة إضافية إذا لزم الأمر. بموجب القواعد القياسية للمصارعة الجامعية، لا يمكن وجود التعادل؛ يتم تعديل هذه القاعدة أحيانًا للمصارعين الصغار.

## شروط الانتصار في الاساليب العالمية
يمكن الفوز بالمباراة بالطرق التالية:
- السقوط : المعروف أيضًا باسم التثبيت، يحدث ذلك عندما يمسك أحد المصارعين كتفي خصمه على السجادة في وقت واحد.[7]
- التفوق التقني : شكل من أشكال قاعدة الرحمة حيث يتم إعلان انتهاء المباراة عند تحقيق فارق في النقاط. في مصارعة folkstyle الأمريكية، فارق النقاط هو 15 نقطة، في المصارعة الحرة، 10 نقاط، وفي الرومانية 8 نقاط..[8]
- قرار من الحكم
- الافتراضي : إذا كان أحد المصارعين غير قادر على الاستمرار في المشاركة لأي سبب من الأسباب أو فشل في التواجد على السجادة بعد استدعاء اسمه ثلاث مرات قبل بدء المباراة، يتم إعلان خصمه الفائز بالمباراة بشكل افتراضي أو انسحاب.[9]
- الإصابة : إذا أصيب أحد المصارعين ولم يتمكن من الاستمرار، يتم إعلان المصارع الآخر هو الفائز. يُشار إلى هذا أيضًا باسم المُصادرة الطبية أو التقصير في الإصابة. يشمل المصطلح أيضًا المواقف التي يصاب فيها المصارعون بالمرض، أو يأخذون الكثير من فترات الإصابة، أو ينزفون بشكل لا يمكن السيطرة عليه. إذا أصيب مصارع بسبب مناورة خصمه غير القانونية ولا يمكنه الاستمرار، يتم استبعاد المصارع المخطئ.[10]
- تنحية : إذا تم توجيه ثلاثة تحذيرات للمصارع لخرق القواعد، يتم استبعاده. في ظل ظروف أخرى، مثل الوحشية الصارخة، قد تنتهي المباراة على الفور ويتم استبعاد المصارع وإبعاده من البطولة.[11]

## شروط النصر في المصارعة الجامعية

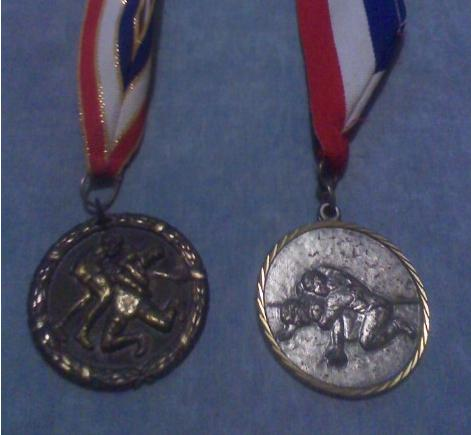
مثال على الميداليات التي عادة ما يتم مكافأتها للفائز في البطولة.

في حين أن ظروف الانتصار متشابهة مع المصارعة اليونانية الرومانية والحرة، مثل الانتصارات بالسقوط، والقرار، والإصابة، والاستبعاد، تختلف شروط النصر في المصارعة الجامعية في بعض النقاط عن الأساليب الدولية:
- السقوط : يحدث السقوط، المعروف أيضًا باسم التثبيت، عندما يمسك أحد المصارعين بأي جزء من كتفي خصمه أو كلا من شفرات كتف خصمه (لوح الكتف) في اتصال مستمر مع الأرض. يجب أن يتم السقوط في مصارعة جامعية لمدة ثانيتين في مباريات مصارعة المدرسة الثانوية[12] وثانية واحدة في مباريات مصارعة الكلية.[13] الفوز في السقوط يستحق ست نقاط للفريق في لقاء مزدوج.[14]
- السقوط الفني : إذا قام أحد المصارعين، بتقدم الآخر بفارق 15 نقطة ولم يكن وضع التثبيت وشيكًا، تنتهي المباراة.[15] ثم يحصل الفريق الفائز عادة على خمس نقاط للفريق. على مستوى الكلية، يتم منح خمس نقاط للفريق إذا حصل الفائز أثناء المباراة على نقاط لسقوط قريب؛ يتم منح أربع نقاط للفريق إذا لم يسجل المصارع نقاط قرب السقوط.[14]
- القرار الرئيسي : في المصارعة الجامعية (المدرسية أو الشعبية)، القرار الذي يفوق فيه الفائز منافسه بثماني نقاط أو أكثر هو «قرار رئيسي» ويتم مكافأته بأربع نقاط للفريق في لقاء مزدوج.[16]
- القرار : بعد انتهاء فترات المصارعة الثلاث ويملك المصارع الفائز فارقًا من نقطة إلى سبع نقاط، يُعطى المصارع «قرارًا»، ويمنح الفريق ثلاث نقاط للفريق في لقاء مزدوج.[16]
- الافتراضي : إذا لم يتمكن أحد المشاركين من الاستمرار في المصارعة لأي سبب أثناء المباراة (مثل المرض، الإصابة، إلخ)، يفوز خصمه بشكل افتراضي،[15] بقيمة ست نقاط للفريق في لقاء مزدوج.[14]
- الإقصاء : لسوء السلوك الصارخ أو لعدد معين من العقوبات التي تم تقييمها، يتم استبعاد المصارع من المباراة، ويتم الإعلان عن فوز خصمه.[17] في لقاء مزدوج، يستحق هذا الفوز ست نقاط للفريق.[14] تختلف القواعد الخاصة بكيفية العقوبات وحالات عدم الأهلية إلى حد ما في المصارعة الجماعية عن الأساليب الدولية.
- التنازل : إذا فشل أحد المصارعين في التواجد على السجادة في بداية المباراة لسبب ما، وظهر المصارع الآخر على السجادة، فإن المصارع الموجود على السجادة في بداية المباراة يُعلن تلقائيًا أنه الفائز.[17] ثم يتم منح الفريق الفائز في لقاء مزدوج ست نقاط للفريق.[14] إذا رغب أحد المصارعين في التوقف عن المشاركة بسبب المرض أو الإصابة أثناء البطولة، فإن خصمه يفوز بالتعويض الطبي،[17] يستحق نفس عدد نقاط التنسيب الفردي والفريق كخسارة.[18]

نقاط اللقاءات المزدوجة متشابهة جدًا على مستوى المدرسة الثانوية.

## الحركات غير القانونية
يُحظر في مصارعة الهواة ما يلي:
- العض

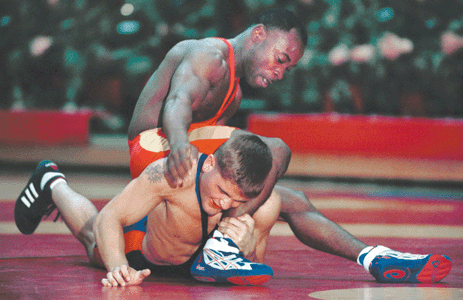
أندريل دوردن (أعلى) وإدوارد هاريس يتصارعان للحصول على منصب خلال مصارعة All-Marine Wrestle Offs.

- القرص أو الوخز بالأصابع أو أصابع القدم أو الأظافر
- التلاعب أو خدش الخصم عمدًا - تعتبر حركات العين بشكل خاص سببًا لعدم الأهلية وحالة الحظر في معظم مسابقات المصارعة للهواة
- الضربات باستخدام اليدين أو القبضات أو المرفقين أو القدمين أو الركبتين أو الرأس
- Chokeholds، الخنق
- الضرب، أو رفع الخصم وضربه بالرأس أولاً على السجادة (على الرغم من أن أشكال الضرب الأخرى مسموح بها عمومًا في الأساليب الدولية؛ في الجامعات، يعتبر الضرب في حد ذاته غير قانوني)
- الإمساك بالأعضاء التناسلية للخصم
- استخدام مقص مثلث (حيث تنثني إحدى الركبتين بزاوية 90 درجة وتوضع خلف الركبة الأخرى) على الرأس. يمكن استخدام المقص على الجسم أو الأطراف، في حين أن الشكل الرابع أصبح غير قانوني تمامًا اعتبارًا من عام 2011.
- كما أن معظم أنواع مصارعة الهواة تمنع استخدام المرء ملابس الخصم للإمساك أو أداء أي نوع من الإمساك.
- Full nelson، عندما تكون كلتا الذراعين تحت ساعدي أو ذراع الخصم وتكون كلتا يديه خلف رقبته أو رأسه، على الرغم من أنه أصبح قانونيًا الآن، إذا تم إجراؤه على الجانب ولم يتم ثني الرأس.

## الأدوات

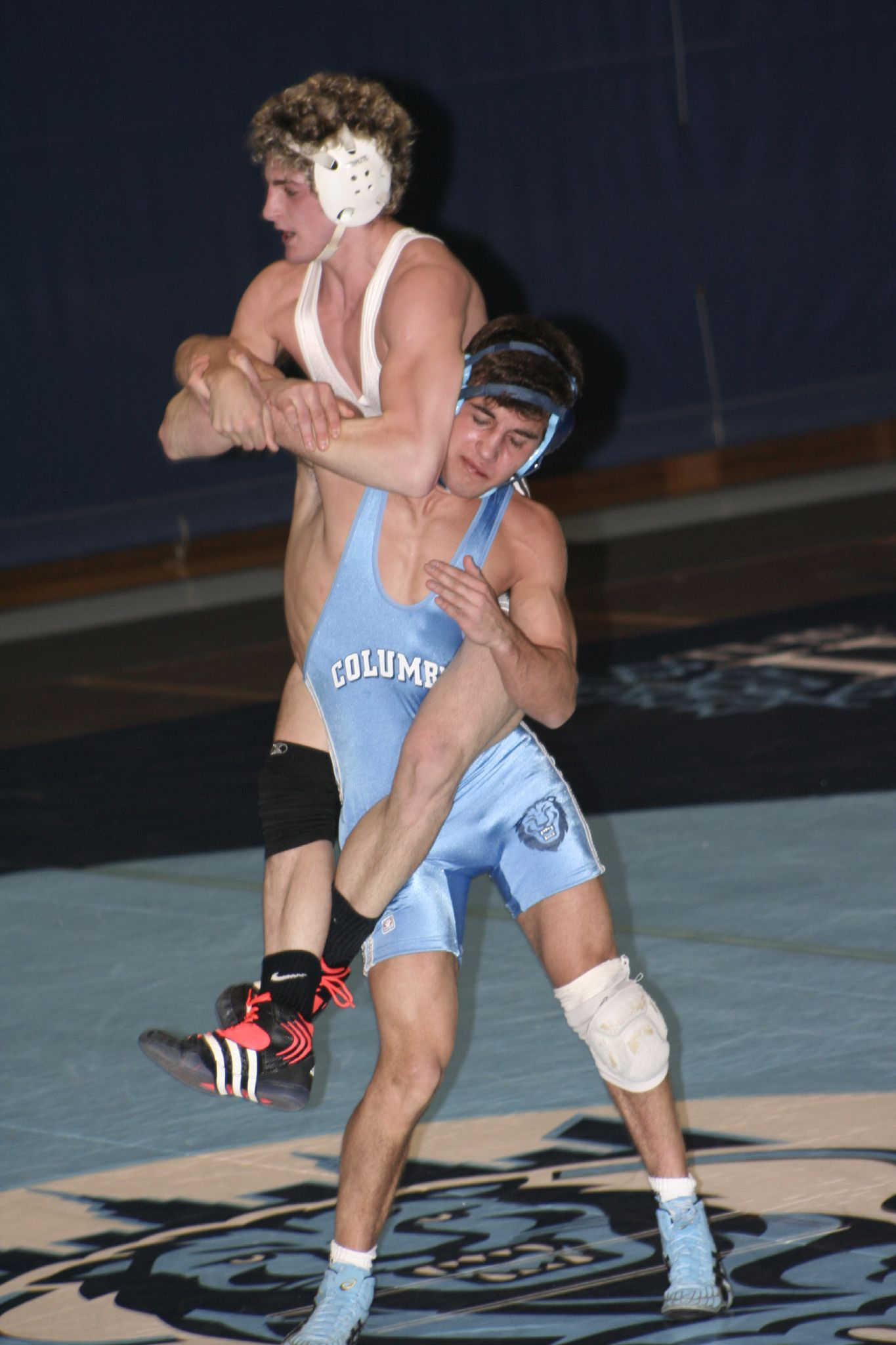
مصارعان جامعيان في الولايات المتحدة يرتديان غطاء رأس يتنافسان في مصارعة جماعية (مدرسية أو فولكستايل).

على الرغم من عدم وجود الكثير من الأدوات التي يرتديها المصارع، إلا أنها لا تزال متخصصة للغاية. قميص المصارعة هو زي من قطعة واحدة، ضيق، ملون. الزي مُحكم حتى لا يتم الإمساك به عن طريق الخطأ من قبل الخصم ويسمح للحكم برؤية جسد كل مصارع بوضوح عند منح النقاط أو التثبيت. ترتدي المصارعات النساء قميصًا أعلى بقصة مع حمالة صدر رياضية تحتها.
أحذية المصارعة هي أحذية رياضية خفيفة ومرنة وذات نعل رفيع يصل إلى الكاحل تسمح بأقصى سرعة وجر على السجادة دون التخلي عن دعم الكاحل. تدعو القواعد الحالية إلى تغطية الأربطة (إن وجدت) حتى لا يتم فكها أثناء المنافسة.
في المدرسة الثانوية الأمريكية وكلية المصارعة، تعتبر أغطية الرأس إلزامية لحماية الأذنين من الإصابو. أغطية الرأس مصنوعة من بوليمر بلاستيكي مصبوب أو رغوة ماصة للطاقة مغلفة بالفينيل فوق بطانة صلبة ومربوطة بالرأس بإحكام. في الأنماط الدولية، تعتبر أغطية الرأس اختيارية.
يتم إجراء المصارعة على حصيرة مبطنة يجب أن تتمتع بامتصاص ممتاز للصدمات وخصائص ضغط. معظم الحصائر مصنوعة من رغوة النتريل المطاط PVC. أدت التطورات الحديثة في التكنولوجيا إلى ظهور حصائر جديدة مصنوعة من رغوة البولي إيثيلين ذات الخلية المغلقة والمتصالبة والمغطاة بالفينيل المغلف بالبوليستر غير المنسوج.

## المشاركة العالمية
من بين البلدان ذات المصارعين الرئيسيين في الألعاب الأولمبية وبطولات العالم نجد إيران والولايات المتحدة وروسيا (وبعض جمهوريات الاتحاد السوفيتي السابق، وخاصة أرمينيا وجورجيا وأوكرانيا وأوزبكستان وأذربيجان وكازاخستان) وبلغاريا وتركيا، المجر وكوبا والهند وكندا واليابان وكوريا الجنوبية والشمالية وألمانيا وتاريخيا السويد وفنلندا.

## النساء
حتى أوائل التسعينيات، لم يكن لدى النساء اللاتي شاركن في هذه الرياضة خيار آخر سوى الانضمام إلى فرق الرجال. على مستوى المدرسة الثانوية، قد لا يزال هذا مطلوبًا اعتمادًا على عدد المصارعين. كانت مدرسة Brookline الثانوية في بروكلين، ماساتشوستس أول مدرسة عامة تنشئ فريق مصارعة للفتيات. تاريخ تنافس الفتيات بنجاح ضد الأولاد موثق جيدًا.
كانت جامعة مينيسوتا موريس أول جامعة أنشأت فريقًا للمصارعة النسائية. سار مدرب UMM، دوج ريس، على خطى مدارس أخرى مثل Missouri Valley College التي كانت رائدة في برامج المصارعة للإناث. جامعة كمبرلاندز، كلية مينلو، جامعة باسيفيك ومقاطعة نيوشو سي سي. Cal-State Bakersfield، هي مدارس أخرى لديها عدد من المتنافسات اللواتي تنافست فقط ضد بعضهن البعض أو في بعض الأحيان ضد فرق الكلية الكندية. مع نمو كبير في مشاركة الإناث، أعلنت اللجنة الأولمبية الدولية أن المصارعة الحرة للسيدات ستُضاف إلى الألعاب الأولمبية التي كان من المقرر أن تقام في دورة الألعاب الأولمبية الصيفية لعام 2004 في أثينا، اليونان بإجمالي أربع فئات وزن مختلفة. في عام 2004، أقامت كلية ميسوري فالي أول بطولة وطنية للمصارعة النسائية والتي كرمت أربعة فرديين. في وقت لاحق، استضافت جامعة كمبرلاندز هذا الحدث في عام 2006.
مع استمرار نمو الرياضة، قام المدربون داخل المصارعة النسائية بتشكيل جمعية المصارعة النسائية الجامعية (WCWA). أنشأت هذه المجموعة قواعد بشأن الأهلية واللوائح الداخلية والقادة المنتخبين لهذه الجمعية. استمر عدد البرامج المشتركة بين الكليات في النمو مع اعتراف WCWA الآن بما مجموعه 28 فريقًا. ضمن هذه الفرق، يوجد العديد من المنتسبين إلى الرابطة الوطنية لألعاب القوى (NCAA) ويسمح لمعظمهم بالمنافسة في الرابطة الوطنية لألعاب القوى بين الكليات (NAIA).
هناك أيضًا بطولة وطنية للقاء المزدوج للفرق النسائية المشتركة بين الكليات التي رعتها الرابطة الوطنية لمدربي المصارعة على مدار السنوات الست الماضية؛ تتنافس أفضل 16 فريقًا في العالم في هذا الحدث.

## روابط خارجية
- يونايتد وورلد ريسلنغ (UWW)
- حديث المصارعة
- TheMat.com - الموقع الرسمي لمصارعة الولايات المتحدة الأمريكية
- إنترمات
- إلينوي كوم - صور المصارعة للهواة